# 저요!저요!
《저요!저요!》는 2003년 6월 25일부터 2005년 4월 27일까지 방송되었던 어린이 토론 프로그램이다.

## 기획 의도
- 어린이들이 패널로 참여해 또래의 관심사를 자유롭게 이야기하는 어린이 토론 프로그램이다.

## 방송 시간
| 방송 채널 | 방송 기간                          | 방송 시간                            |
| --------- | ---------------------------------- | ------------------------------------ |
| KBS 2TV   | 2003년 6월 25일 ~ 2003년 10월 29일 | 매주 수요일 오후 5시 20분 ~ 5시 50분 |
| KBS 1TV   | 2003년 11월 5일 ~ 2005년 4월 27일  | 매주 수요일 오후 5시 20분 ~ 5시 45분 |